# 2022 West
2022 West è un asteroide della fascia principale. Scoperto nel 1938, presenta un'orbita caratterizzata da un semiasse maggiore pari a 2,7058046 UA e da un'eccentricità di 0,1176108, inclinata di 5,66358° rispetto all'eclittica.
Prende il nome dall'astronomo danese Richard Martin West.